# いまにほ
『いまにほ』は、藤末さくらによる日本の漫画作品。『Cookie』（集英社）にて2013年5月号から連載された。単行本は全2巻。

## あらすじ
高校受験を控える、中学3年生の虹歩（にほ）は、通学途中にバス停で見かける男子高校生のことが気になり、脳内片想いを楽しんでいた。
ある日、フリーカメラマンの父・悟が久しぶりに帰宅し、家族団欒を楽しむが、翌日、悟は急死してしまう。ほどなくして、父が浮気をしていたこと、その上、相手はクラスメイトと、その兄で、虹歩が憧れていた高校生の母親であることが判明する。悟との最期の別れをする虹歩の前に、幽霊となった悟が現れる。葬儀が終わっても悟は相変わらず虹歩の前に現れ、やがて「（虹歩が）いい女になったら成仏する」と宣言する。

## 登場人物
芦川 虹歩（あしかわ にほ）
中学3年生。イケメンは目で見て楽しみ、妄想で満足し、自ら声をかけたりしないタイプ。悟の幽霊が見える。
芦川 良子（あしかわ りょうこ）
虹歩の母親。料理上手で美人。
芦川 悟（あしかわ さとる）
虹歩の父親。フリーカメラマンで世界中を飛び回っており、ほとんど家にいなかった。急死し、幽霊となって虹歩の前に現れる。
佐々木 孝史（ささき たかし）
虹歩のクラスメイト。悟の浮気相手の息子。悟からキャッチボールやサッカーを教えてもらい、慕っていた。悟の姿は見えないが気配は感じている。
孝史の兄
高校生。虹歩の脳内彼氏。小さい頃から母子家庭で、家事は仕込まれている。悟の死後、母親は単身赴任が決まり、兄弟2人の生活となる。
井沢 友梨奈（いざわ ゆりな）
虹歩のクラスメイト。飼い猫が車に轢かれた時、孝史の兄に助けてもらって以来、彼のことが気になっており、彼と接点のある虹歩に近づく。

## 書誌情報
- 藤末さくら 『いまにほ』 集英社〈マーガレットコミックスCookie〉、全2巻[2]
  1. 2014年3月25日発売[3]、ISBN 978-4-08-845186-2
  2. 2015年1月23日発売[4]、ISBN 978-4-08-845336-1